# The Gingerdead Man
Série
Gingerdead Man 2: Passion of the Crust
(2008)
Pour plus de détails, voir Fiche technique et Distribution.
The Gingerdead Man est un film américain réalisé par Charles Band, sorti en 2005.

## Synopsis
Millard Findlemeyer, un dangereux assassin tue la famille de Sarah dans un fast-food. Quelque temps plus tard, Sarah, travaillant dans une boulangerie, reçoit un carton rempli de pâte à biscuit. En ouvrant la boîte, son ami Brick se coupe laissant tomber des gouttes de sang. Durant la cuisson des mystérieux gâteaux, la concurrente Lorna dépose un rat dans la cuisine essayant de faire fermer la petite boutique. Après une bagarre entre Lorna et Sarah, une coupure de courant survient faisant animer l'un des biscuits qui s'annonce être Millard ayant pour but de tuer Sarah...

## Fiche technique
- Titre : The Gingerdead Man
- Réalisation : Charles Band
- Scénario : William Butler et Domonic Muir
- Musique : Roger Ballenger
- Photographie : Keith J. Duggan
- Montage : E. Dylan Costa et Danny Draven
- Production : Charles Band
- Société de production : Shoot Productions, Full Moon Entertainment et Talos Entertainment
- Pays :  États-Unis
- Genre : Comédie horrifique et fantastique
- Durée : 70 minutes
- Dates de sortie :
- Dates de sortie : 8 novembre 2005 (États-Unis) ; 5 décembre 2006 (France)

## Distribution
- Gary Busey : Millard Findlemeyer
- Robin Sydney : Sarah Leigh
- Ryan Locke : Amos Cadbury
- Margaret Blye : Betty Leigh
- Jonathan Chase : Brick Fields
- Alexia Aleman : Lorna Dean
- Daniela Melgoza : Julie
- Larry Cedar : Jimmy Dean
- Debra Mayer : nurse#1